# CLOCK15
『CLOCK15』（クロックイチゴー）は、千葉テレビ放送（チバテレ）で2011年4月から2012年3月まで放送されていた、生放送のローカルワイド番組である。

## 概要
内容としては地域情報が中心であり、2011年3月まで、同時刻に生放送で地域情報を伝えていた『金曜かわら版』とほぼ同様である。
MCは、放送開始当日の2011年4月1日まで『朝まるJUST』のMCをしていた河村和奈が担当。そのため、河村は2011年4月1日に、『朝まるJUST』最終回が朝8:00に終わって、その後に当番組初回の司会をしたことになる。その初回では、未莉・知念沙也樺が出演した。
なお、毎年7月の甲子園県予選期間中は番組を休止し、金曜以外の平日同時刻に放送されている『チュバチュバワンダーランド』（チバテレ開局40周年記念番組、15分版）を放送する（ただし、『速報!今日の高校野球』の放送時間は18:30からであるので当番組と被らない）。
エンディングではスタッフロールが流れるが、毎回「制作著作 チバテレ」だけは河村（又はこなつ）が自ら「制作著作 チバテレ」と書かれたフリップを出して番組終了するのが特徴でもある。
2012年3月で放送終了。2012年4月からの同時刻は、他の平日と同様に『チュバチュバワンダーランド』（15分版）となり、平日18:15-18:30は『チュバチュバワンダーランド』で統一される。また、金曜の地域情報番組として新たに『Oh! しゃべりーの』が放送されることになったが、放送時間は11:30-11:55と昼の番組に変更されている。

## 主なコーナー
- クロックジャパン

TBSテレビの『サンデージャポン』のパロディ。リポーターの腕章やマイクも『サンデージャポン』のロゴに酷似している。あらゆる芸能人（千葉県ゆかりの人物、千葉県内でコンサートやイベントを行う予定の人物）に取材を行う。
- Info cute

『ハピモ』でも同名のタイトルで行われている、千葉県内の飲食店等の情報。出演者・ナレーターも『ハピモ』と共通。
- すぽーつクロックす

千葉県内のスポーツチームに関する情報。

## 出演者
- 河村和奈 - MC
- 庄司こなつ - 河村が舞台等で不在時に、代理でMC（テロップは「こなつ」名義[1]）
- あらさん（新居祐一）・いがちゃん（五十嵐由佳） - Info cuteのナレーター（『ハピモ』のハピボイス）